# Clint Capela
Clint N’Dumba-Capela (ur. 18 maja 1994 w Genewie) – szwajcarski koszykarz pochodzenia angolsko-kongijskiego, występujący na pozycjach skrzydłowego oraz środkowego, aktualnie zawodnik zespołu Atlanty Hawks.
W 2014 wystąpił w meczu wschodzących gwiazd – Nike Hoop Summit.
W sezonie 2017/2018 zajął drugie miejsce w głosowaniu na największy postęp sezonu NBA.
5 lutego 2020 trafił w wyniku wymiany z udziałem czterech zespołów do Atlanty Hawks.

## Osiągnięcia
Stan na 6 lutego 2020, na podstawie, o ile nie zaznaczono inaczej.
NBA
- Lider sezonu regularnego NBA w skuteczności rzutów z gry (2018)

Francja
- Laureat nagrody dla wschodzącej gwiazdy LNB Pro A (2014)[5]
- Zwycięzca nagrody za największy postęp – French League Most Improved Player (2014)[5]

D-League
- Wybrany do I składu:
  - defensywnego D-League (2015)
  - turnieju D-League Showcase (2015)[6]

Reprezentacja
- 2-krotny uczestnik mistrzostw Europy U–16 kategorii B (2009, 2010)[7]
- Uczestnik mistrzostw Europy U–18 kategorii B (2011)[7]